# 이브 생로랑 (영화)
《이브 생로랑》(프랑스어: Yves Saint Laurent)은 2014년 공개된 프랑스의 영화이다.

## 줄거리
영화 '이브 생 로랑'은 1958년부터의 이브 생 로랑의 삶을 그린 프랑스 전기 드라마 영화이다. 영화는 이브 생 로랑과 그의 동반자 피에르 베르제가 프랑스 패션 산업을 이끌며, 모든 역경 속에서도 우정을 지켜나가는 이야기를 담고 있다.

## 출연

### 주연
- 피에르 니네
- 기욤 갈리엔

### 조연
- 샤를로트 르봉
- 로라 스메트
- 마리 드빌팽
- 니콜라이 킨스키
- 그자비에 라피트
- 뤼벤 알베스
- 마리안 바슬레르
- 아스트리드 우에트날
- 안 알바로
- 미셸 가르시아
- 파트리스 티보
- 알렉상드르 스테제르
- 장에두아르 보드지아크
- 파비엔 쇼다

## 기타 제작진
- 원작자: 로렌스 베나임
- 공동제작: 줄리엔 데리스
- 공동제작: 프랭크 엘바스
- 공동제작: 니콜라스 르사즈
- 공동제작: 에티엔 말레
- 공동제작: 애드리언 폴리토스키
- 공동제작: 질 바테르케인
- 공동제작: 다비드 고퀴
- 조감독: 타릭 에이트 벤 앨리
- 조감독: 에릭 푸욜
- 사운드슈퍼바이저: 뱅상 귀용
- 미술: 엘리네 보네토
- 세트: 힌드 가잘리
- 시각효과: 알랭 카르수
- 시각효과: 조엘 핀토
- 분장: 미셸 반 브뤼셀
- 의상: 매들린 폰테인
- 배역: 니콜라스 론치

## 제작
2013년 6월부터 본격적인 촬영이 시작되었으며, 피에르 베르제가 직접 1976년 생 로랑의 유명한 발레 뤼스 컬렉션 재현 촬영에 참여했다. 또한, 베르제 재단은 영화에 77벌의 빈티지 의상을 대여하고, 파리 본부에서 일부 장면 촬영을 허가했다. 베르제는 이 영화가 생 로랑의 악마적 면모를 보여준다고 평가하며, 일부 마음에 들지 않는 부분도 있지만 영화 전체로서 봐야 한다고 말했다.

## 평가
영화는 비평가들로부터 엇갈린 평가를 받았다. 일부에서는 훌륭한 연기에도 불구하고 영화가 다소 평범하고 틀에 박혀 있다고 지적했으며, 또 다른 평론가는 이브 생 로랑의 혁신적인 면모를 제대로 담아내지 못했다고 비판했다.